# نرخ چرخش (الکترونیک)

تاثیر نرخ چرخش در یک موج مربعی: موج قرمز موج مورد نظر است و موج سبزرنگ موج خروجی تحریف شده در اثر محدود بودن نرخ چرخش است.

نرخ چرخش (به انگلیسی: Slew rate) در الکترونیک، به عنوان حداکثر نرخ تغییرات ولتاژ خروجی در واحد زمان تعریف شده است. این نرخ گردش در دستگاه بین‌المللی یکاها بر حسب ولت/ثانیه یا آمپر بر ثانیه تعریف شده، ولی با هر یکای توضیح داده‌شده ی دیگری که نیاز باشد؛ معمولاً‌ V/µs، بیان می‌شود. محدودیت‌ها در نرخ چرخش می‌تواند به افزایش اثرات غیر خطی در تقویت کننده‌های الکترونیکی بینجامد.